# 12 Heures de Sebring 1968
Navigation
Édition précédente Édition suivante
Les 12 Heures de Sebring 1968 sont la 17e édition de l'épreuve et la 2e manche du championnat du monde des voitures de sport 1968. Elles ont été remportées le 23 mars 1968 par la Porsche 907 no 49 pilotée par Joseph Siffert et Hans Herrmann.

## Circuit

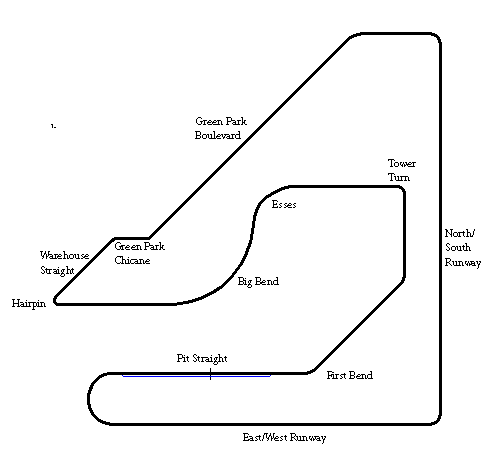
Le Sebring International Raceway, cadre des 12 Heures de Sebring 1968.

Les 12 Heures de Sebring 1968 se déroulent sur le Sebring International Raceway situé en Floride. Il est composé de deux longues lignes droites, séparées par des courbes rapides ainsi que quelques chicanes. Le tracé actuel diffère de celui de l'époque. Ce tracé a un grand passé historique car il est utilisé pour des courses automobiles depuis 1950. Ce circuit est célèbre car il a accueilli la Formule 1.

## Résultats
Voici le classement au terme de la course.
- Les vainqueurs de chaque catégorie sont signalés par un fond jauni.

| 1            | P 3.0    | 49 | Porsche Automobile Co.         | Joseph Siffert Hans Herrmann                       | Porsche 907 2.2               | 227 |
| 2            | P 3.0    | 51 | Porsche Automobile Co.         | Vic Elford Jochen Neerpasch                        | Porsche 907 2.2               | 226 |
| 3            | TA 5.0   | 15 | Roger Penske Racing            | Mark Donohue Craig Fisher                          | Chevrolet Camaro              | 221 |
| 4            | TA 5.0   | 16 | Roger Penske Racing            | Craig Fisher Joe Welch Bob Johnson                 | Chevrolet Camaro              | 217 |
| 5            | TA 5.0   | 31 | Shelby Racing                  | Jerry Titus Ronnie Bucknum                         | Ford Mustang                  | 217 |
| 6            | GT + 5.0 | 3  | Sunray DX Oil Company          | Hap Sharp Dave Morgan                              | Chevrolet Corvette            | 208 |
| 7            | GT 2.0   | 59 | Don Burns V.W.                 | Robert Kirby Alan Johnson                          | Porsche 911S                  | 208 |
| 8            | GT 2.0   | 60 | Gregg Loomis                   | Pete Harrison Gregg Loomis Jack Ryan               | Porsche 911S                  | 204 |
| 9            | GT 2.0   | 61 | Jacques Duval                  | Jacques Duval Horst Kroll                          | Porsche 911S                  | 203 |
| 10           | P 3.0    | 44 | British Motor Company          | Paddy Hopkirk Andrew Hedges                        | MG C                          | 195 |
| 11           | TA 5.0   | 33 | John McComb                    | John McComb Paul Richards                          | Ford Mustang                  | 195 |
| 12           | TA 5.0   | 24 | Javelin Racing Team            | Peter Revson Skip Scott                            | AMC Javelin                   | 193 |
| 13           | GT 2.0   | 62 | Jean-Pierre Hanrioud           | Jean-Pierre Hanrioud Sylvain Garant                | Porsche 911S                  | 190 |
| 14           | P 2.0    | 72 | H.F. Squadra Algar Enterprises | Raffaele Pinto Luigi Taramazzo Claudio Maglioli    | Lancia Fulvia HF              | 187 |
| 15           | S 1.6    | 64 | Donald Healey Motor Co. LTD.   | Jerry Truitt Randy Canfield                        | MG Midget                     | 185 |
| 16           | S 5.0    | 30 | Edward Nelson Racing           | David Piper Edward Nelson                          | Ford GT40                     | 184 |
| 17           | TA 5.0   | 38 | Gagnon Spring Inc.             | François Favreau Marius Amyot Andre Samson         | Ford Mustang                  | 184 |
| 18           | GT 2.0   | 66 | British Motor Company          | Gary Rodriguez Richard McDaniel William Brack      | MGB GT                        | 183 |
| 19           | GT + 5.0 | 80 | William Laughlin               | Dan Torpy Dale Keenan                              | Chevrolet Corvette            | 171 |
| 20           | P 2.0    | 58 | Squadra Tartaruga              | Rico Steinemann Dieter Spoerry (pl)                | Porsche 910                   | 168 |
| 21           | TA 5.0   | 19 | H.R.H. Corporation             | Jim Murphy John Moore                              | Chevrolet Camaro              | 168 |
| 22           | GT 2.0   | 52 | Richard Cline                  | Richard Cline Michael Pickering                    | Triumph GT6                   | 168 |
| Non-classés  |          |    |                                |                                                    |                               |     |
| 23           | TA 5.0   | 20 | Padrick Chevrolet              | David McClain Dick Boo                             | Chevrolet Camaro              | 164 |
| 24           | GT 5.0   | 84 | Coquina Motors                 | Rajah Rodgers Richard Robson                       | Jaguar E-Type                 | 161 |
| 25           | TA 5.0   | 18 | James Corwin                   | James Corwin Fred Pipin                            | Chevrolet Camaro              | 161 |
| 26           | TA 5.0   | 23 | Squadra Course Verona          | Bruce Jennings Charlie Rainville                   | Mercury Cougar                | 159 |
| 27           | GT + 5.0 | 7  | Slaton Chevrolet               | Or Costanzo William Harris Dave Heinz              | Chevrolet Corvette            | 158 |
| 28           | TA 5.0   | 17 | Joie Chitwood                  | Joie Chitwood junior Dave Horchler Richard Hoffman | Chevrolet Camaro              | 158 |
| 29           | S 5.0    | 29 | J. W. Engineering              | Paul Hawkins David Hobbs                           | Ford GT40                     | 157 |
| 30           | S 2.0    | 64 | B.& B. Motors                  | Bob Bailey Jim Locke                               | Porsche 906                   | 157 |
| 31           | GT 2.0   | 67 | Waldron Motors                 | Jim Gammon Chris Waldron Ben Scott                 | MGB                           | 148 |
| 32           | TA 5.0   | 26 | G.& H. Engineering             | Janet Guthrie Liane Engemann                       | AMC Javelin                   | 144 |
| 33           | P 2.0    | 95 | Arthur Cohn                    | Arthur Cohn Don Pickett Tony Lilly                 | Beach Prototype               | 140 |
| 34           | P 3.0    | 85 | Best Sports Cars               | Donna Mae Mims Michael Summers                     | Yenko Stinger                 | 130 |
| 35           | P 2.0    | 73 | Donald Healey Motor Co. LTD.   | Clive Baker Mike Garton                            | Austin-Healey Sprite          | 125 |
| 36           | GT 5.0   | 27 | Port of Entry Motors           | Hugh Kleinpeter Bruce Hollander Ray Mummery        | Shelby GT350                  | 98  |
| Abandons     |          |    |                                |                                                    |                               |     |
| 37           | TA 5.0   | 14 | Mar Shipping                   | Norberto Mastandrea Ralph Noseda                   | Chevrolet Camaro              | 132 |
| 38           | P 3.0    | 76 | Howmet Corporation             | Dick Thompson Ed Lowther Ray Heppenstall           | Howmet TX Continental         | 125 |
| 39           | S 5.0    | 9  | American International         | Scooter Patrick (de) Dave Jordan                   | Lola T70 Mk.III GT            | 103 |
| 40           | TA 5.0   | 25 | Javelin Racing Team            | George Follmer Jerry Grant Skip Scott              | AMC Javelin                   | 90  |
| 41           | S 1.6    | 68 | Dyno Racing                    | Earl Sylvia Dave Domizi Robert Fogle               | Lotus 47                      | 81  |
| 42           | S 1.6    | 68 | Richard Cline                  | Richard Kondracki Fred Andrews                     | Triumph Spitfire              | 72  |
| 43           | P 2.0    | 71 | H.F. Squadra Algar Enterprises | Claudio Maglioli Bert Everett Ove Andersson        | Lancia Fulvia HF Zagato Proto | 67  |
| 44           | TA 5.0   | 32 | Shelby Racing                  | Allan Moffat Horst Kwech                           | Ford Mustang                  | 63  |
| 45           | S 5.0    | 11 | Mike De Udy                    | Mike De Udy Hugh Dibley                            | Lola T70 Mk.III GT            | 61  |
| 46           | GT 3.0   | 86 | John Cameron                   | John Witt Milo Vega John Cameron                   | Triumph TR4A                  | 59  |
| 47           | TA 5.0   | 21 | Bill Boyé Racing               | Billy Yuma Bill Boyé                               | Chevrolet Camaro              | 55  |
| 48           | P 3.0    | 47 | Leyland Motor Company          | Jim Dittemore Bob Tullius                          | TriumphTR250K                 | 49  |
| 49           | GT + 5.0 | 4  | Sunray DX Oil Company          | Jerry Thompson Tony DeLorenzo                      | Chevrolet Corvette            | 48  |
| 50           | P 3.0    | 48 | Porsche Automobile Co.         | Gerhard Mitter Rolf Stommelen                      | Porsche 907 2.2               | 46  |
| 51           | GT 2.0   | 63 | Joseph Greger                  | Joseph Greger Malte Huth                           | Porsche 911S                  | 46  |
| 52           | TA 5.0   | 81 | Samadco Ltd.                   | Al Unser Lloyd Ruby                                | Chevrolet Camaro              | 43  |
| 53           | GT + 5.0 | 2  | Sunray DX Oil Company          | Pedro Rodríguez Donald Yenko                       | Chevrolet Corvette            | 43  |
| 54           | TA 5.0   | 37 | Starr Racing                   | George Wintersteen Malcolm Starr                   | Ford Mustang                  | 43  |
| 55           | TA 5.0   | 12 | Wilton Jowett                  | Wilton Jowett Claude Cardwell                      | Chevrolet Camaro              | 40  |
| 56           | S 5.0    | 10 | Ecurie Bonnier                 | Joakim Bonnier Sten Axelsson                       | Lola T70 Mk.III GT            | 40  |
| 57           | P 3.0    | 42 | Societé Alpine                 | Mauro Bianchi Henri Grandsire                      | Alpine A211                   | 39  |
| 58           | P 3.0    | 42 | J. W. Engineering              | Jacky Ickx Brian Redman                            | Ford GT40                     | 36  |
| 59           | P 2.0    | 55 | Raceco                         | Armando Capriles Alfredo Atencio                   | Porsche 906E                  | 35  |
| 60           | P 2.0    | 55 | Raceco                         | Fausto Merello Guillermo Ortega John Gunn          | Ferrari 250LM                 | 33  |
| 61           | TA 5.0   | 36 | Dos Caballos Racing            | Ruben Novoa Fred van Beuren                        | Ford Mustang                  | 25  |
| 62           | P 2.0    | 56 | Valvoline Oil Company          | Karl Foitek Rudi Lins                              | Porsche 910                   | 16  |
| 63           | TA 5.0   | 34 | Mathews Racing Team            | Sam Posey Milt Minter                              | Ford Mustang                  | 16  |
| 64           | S 5.0    | 8  | American International         | Lothar Motschenbacher Ed Leslie Dick Guldstrand    | Lola T70 Mk.III GT            | 12  |
| 65           | TA 5.0   | 35 | Randy's Auto Body              | Bob Grossman Bob Dini                              | Ford Mustang                  | 11  |
| 66           | TA 5.0   | 22 | Billy Hagan                    | Billy Hagan John McVeigh Francis Gillebard         | Mercury Cougar                | 10  |
| 67           | P 3.0    | 50 | Porsche Automobile Co.         | Ludovico Scarfiotti Joe Buzzetta                   | Porsche 907 2.2               | 7   |
| 68           | S 2.0    | 93 | Arthur Mollin Racing           | Arthur Mollin Art Riley Nick Con                   | TVR Grantura 1800S            | 6   |
| Non-partants |          |    |                                |                                                    |                               |     |
| 69           | P 2.0    | 57 | H.R.H. Engineering             | Jim McDaniel Glen Sullivan                         | Porsche 911R                  |     |
| 70           | P 2.0    | 69 | Elsco BMW                      | Ed Hugus Chuck Dietrich                            | Lotus 47                      |     |
| 71           | P 2.0    | 70 | Elsco BMW                      | Eugene Nearburg Paul Jett                          | Lotus 47                      |     |
| 72           | GT 2.0   | 90 | William Bencker                | William Bencker Wilbur Pickett Roger Newman        | Porsche 911                   |     |
| 73           | GT 2.0   | 91 | Dieter Oest                    | Dieter Oest Sam Feinstein Roger Newman             | Porsche 356 Carrera 2         |     |